# All To You
"All To You" (em português: "Tudo para ti/Tudo para você) foi a canção que representou a Áustria no Festival Eurovisão da Canção 2000 que se desenrolou em Estocolmo, na Suécia.
A referida canção foi interpretada em inglês pela banda  The Rounder Girls. Foi a vigésima-quarta e última canção a ser interpretada na noite do evento, a seguir à canção da Irlanda, "Millennium of Love". , interpretada por Eamonn Toal. A canção austríaca terminou em 14.º lugar (entre 24 participantes), tendo recebido um total de 34 pontos. Devido aos fracos resultados dos últimos 5 anos, a Áustria não participaria no ano seguinte, em 2001, mas regressaria em 2002, com  Manuel Ortega que interpretaria o tema "Say a Word".
"Reflection (canção de Bobbie Singer)

## Autores
- Letrista: Dave Moskin
- Compositor: Dave Moskin

## Letra
A canção é um número de uptempo, com as cantoras descrevendo os seus sentimentos em relação aos seus amantes - ou melhor, explicando que elas não podem descrevê-los

## Outras versões
- versão estendida (inglês) [3:21]
- versão mais longa (inglês) [4:01]
- versão karaoke